# Joana Vidal i Tarragó
Joana Vidal i Tarragó (Barcelona, 1882 - 1957) va ser una folklorista catalana.
Filla de l'advocat Joan Vidal i Valls i d'Eulàlia Tarragó i Castells.
Fou alumna de les primeres promocions dels cursos de folklore de Rossend Serra i Pagès a l'Escola d'Institutrius i altres Carreres per a la Dona de Barcelona. Es dedicà a l'estudi de la rondallística, especialment de l'aràbiga, a més de dedicar-se a recopilar documentació tant d'aquest àmbit com cançons, jocs, oracions i pràctiques curatives. Animada pel seu mestre, va realitzar conferències a diferents llocs, entre els quals al Centre Excursionista de Catalunya, sobre la comparació entre les rondalles orientals i catalanes. Vidal va ser membre de la secció de Folklore del centre.
Entre 1905 i 1935 també va publicar materials d'interès folklòric a diverses revistes: un article titulat Las mil y una nits y las rondallas catalanes va aparèixer a Art Jove, dues oracions a Arxiu de Tradicions Populars, algunes rondalles a Catalunya, Una vegada, Catalana, on també va publicar un joc de paraules, i una llegenda a El Puigmal.
Es va casar amb el metge Joan de Déu Soler i Badia, de Badalona, ciutat on es va instal·lar. A partir del casament es va reduir la seva activitat com a folklorista, tot i que va començar a tenir relació amb la burgesia local. És net seu el també folklorista Joan Soler i Amigó.
Part de les seves recerques es troben custodiades en el fons personal del Rossend Serra a l'Arxiu Històric de la Ciutat de Barcelona.